# Mundial de Baloncesto 2019
Mundial de Baloncesto 2019 es una historieta de Mortadelo y Filemón, dibujada y guionizada por el historietista español Francisco Ibáñez. La historieta se publicó el 21 de octubre de 2019. 

## Trayectoria editorial
La historieta fue publicada por Magos del Humor el 6 de junio del 2019. siendo la número 199 de esa colección, mientras que es la número 213 de la Colección Olé.

## Sinopsis
Los agentes de la T.I.A. deberán pararle los pies a una banda terrorista cuyo objetivo es sabotear todos los campeonatos que se realicen en el mundo a través de un gas que incorporarán en alguno de los balones: El gas Bestiójeno, cuya aspiración provoca que todo el mundo adquiera una violencia desmedida.